# Phrynobatrachus auritus
Espèce
Synonymes
- Phrynobatrachus discodactylus Boulenger, 1919

Statut de conservation UICN

 LC  : Préoccupation mineure
Phrynobatrachus auritus est une espèce d'amphibiens de la famille des Phrynobatrachidae.

## Répartition
Cette espèce se rencontre au Cameroun, en Guinée équatoriale, au Gabon, au Nigeria, en République centrafricaine, en République du Congo, en République démocratique du Congo, au Rwanda et en Ouganda. Sa présence est incertaine en Angola.

## Publication originale
- Boulenger, 1900 : A list of the batrachians and reptiles of the Gaboon (French Congo), with descriptions of new genera and species. Proceedings of the Zoological Society of London, vol. 1900, p. 433-456 (texte intégral).